# Handball aux Jeux méditerranéens de 1987
Navigation
Casablanca 1983 Athènes 1991
Les compétitions de handball aux Jeux méditerranéens de 1987 se sont déroulées en septembre 1987 à Lattaquié en Syrie. À noter l'absence de la Yougoslavie qui avait remporté les quatre premières éditions chez les hommes et la première édition chez les femmes.

## Modalités
La compétition de handball est composée d'un tournoi masculin et d'un tournoi féminin.

## Tournoi masculin
Le programme, et les résultats sont, :

### Phase de poules
Poule A
- 1re journée, 14 septembre 1987[5]
  -  Algérie b.  Italie 23-17
  -  France b.  Turquie 29-15
- 2e journée, 16 septembre 1987
  -  Algérie b.  Turquie 29-16
  -  France b.  Italie 24-18
- 3e journée, 18 septembre 1987
  -  Turquie b.  Italie 21-27[6]
  -  France b.  Algérie 19-16[4],[7],[8] ou, mi-temps (7-6) :

La France (6 pts) termine première de sa poule devant l'Algérie (4 pts), l'Italie et la Turquie.
Poule B
- 1re journée, 13 septembre 1987 :
  -  Espagne espoirs -  Grèce 31-22[9]
  -  Syrie -  Liban 49-21
- 2e journée, 15 septembre 1987 :
  -  Espagne espoirs -  Liban 43-8[9]
  -  Syrie -  Grèce 15-15[10]
- 3e journée, 17 septembre 1987 : 
  -  Liban -  Grèce ??-??
  -  Espagne espoirs -  Syrie 22-12[9]

L'Espagne a terminé première de sa poule, a priori devant la Syrie, la Grèce et le Liban.

### Phase finale
L'Algérie créé la surprise en battant successivement, et à chaque fois après prolongation, l'Espagne et la France,,
|  | Demi-finales      | Demi-finales      |                        |      | Finale            | Finale            |
|  | Demi-finales      | Demi-finales      |                        |      | Finale            | Finale            |
|  |                   |                   |                        |      |                   |                   |
|  | 20 septembre 1987 | 20 septembre 1987 |                        |      | 21 septembre 1987 | 21 septembre 1987 |
|  | 20 septembre 1987 | 20 septembre 1987 |                        |      | 21 septembre 1987 | 21 septembre 1987 |
|  | Algérie           | 21ap              |                        |      | 21 septembre 1987 | 21 septembre 1987 |
|  | Algérie           | 21ap              |                        |      | 21 septembre 1987 | 21 septembre 1987 |
|  | Espagne espoirs   | 20                |                        |      | 21 septembre 1987 | 21 septembre 1987 |
|  | Espagne espoirs   | 20                | Algérie                | 24ap |                   |                   |
|  | 20 septembre 1987 |                   | Algérie                | 24ap |                   |                   |
|  |                   | France            | 23                     |      |                   |                   |
|  | France            | France            | 23                     | 23   |                   |                   |
|  | France            |                   |                        | 23   |                   |                   |
|  | Syrie             | 20                |                        |      |                   |                   |
|  | Syrie             | 20                | Match pour la 3e place |      |                   |                   |
|  |                   |                   |                        |      |                   |                   |
|  | 21 septembre 1987 |                   |                        |      |                   |                   |
|  |                   |                   |                        |      |                   |                   |
|  | Espagne espoirs   | 25                |                        |      |                   |                   |
|  | Espagne espoirs   | 25                |                        |      |                   |                   |
|  | Syrie             | 23                |                        |      |                   |                   |
|  | Syrie             | 23                |                        |      |                   |                   |

La finale a été disputée le lundi 21 septembre 1987 à 16h30 GMT dans la salle Al-Fayhaa de Damas devant 1 500 spectateurs environ, sous l'arbitrage du duo turc, Kamil et Uraz. Si les Français mènent d'un but à la mi-temps (9-8), les deux équipes sont à égalité à la fin du temps réglementaire (20-20). La prolongation tourne en faveur des Algériens qui s'imposent 24 à 23 :
- Algérie : Ouchia ; Boudrali, Akab, Bouhalissa, Azeb, Ait El Hocine, Bouchekriou, Boutchiche, Bouhanik, Lecheheb, Bouanani. Entraineur : Derouaz
- France : Médard, Thiébault ; Debureau, Poinsot, Hager, Gardent, Mahé, Perreux, Portes, Rios, Volle, Cochery. Entraineur : Costantini.

### Matchs de classement
|  | Demi-finales de classement | Demi-finales de classement |                        |    | Match pour la 5e place | Match pour la 5e place |
|  | Demi-finales de classement | Demi-finales de classement |                        |    | Match pour la 5e place | Match pour la 5e place |
|  |                            |                            |                        |    |                        |                        |
|  | 20 septembre 1987          | 20 septembre 1987          |                        |    | 21 septembre 1987      | 21 septembre 1987      |
|  | 20 septembre 1987          | 20 septembre 1987          |                        |    | 21 septembre 1987      | 21 septembre 1987      |
|  | Grèce                      | 23                         |                        |    | 21 septembre 1987      | 21 septembre 1987      |
|  | Grèce                      | 23                         |                        |    | 21 septembre 1987      | 21 septembre 1987      |
|  | Turquie                    | 22                         |                        |    | 21 septembre 1987      | 21 septembre 1987      |
|  | Turquie                    | 22                         | Grèce                  | 18 |                        |                        |
|  | 20 septembre 1987          |                            | Grèce                  | 18 |                        |                        |
|  |                            | Italie                     | 25                     |    |                        |                        |
|  | Italie                     | Italie                     | 25                     | ?? |                        |                        |
|  | Italie                     |                            |                        | ?? |                        |                        |
|  | Liban                      | ??                         |                        |    |                        |                        |
|  | Liban                      | ??                         | Match pour la 7e place |    |                        |                        |
|  |                            |                            |                        |    |                        |                        |
|  | 21 septembre 1987          |                            |                        |    |                        |                        |
|  |                            |                            |                        |    |                        |                        |
|  | Turquie                    | 52                         |                        |    |                        |                        |
|  | Turquie                    | 52                         |                        |    |                        |                        |
|  | Liban                      | 23                         |                        |    |                        |                        |
|  | Liban                      | 23                         |                        |    |                        |                        |

### Classement final
Le classement final est :
| Rang                                    | Équipe          |
| --------------------------------------- | --------------- |
| Médaille d'or, Jeux méditerranéens      | Algérie         |
| Médaille d'argent, Jeux méditerranéens  | France          |
| Médaille de bronze, Jeux méditerranéens | Espagne espoirs |
| 4                                       | Syrie           |
| 5                                       | Italie          |
| 6                                       | Grèce           |
| 7                                       | Turquie         |
| 8                                       | Liban           |

### Effectifs des équipes sur le podium

#### Équipe d'Algérie, médaille d'or

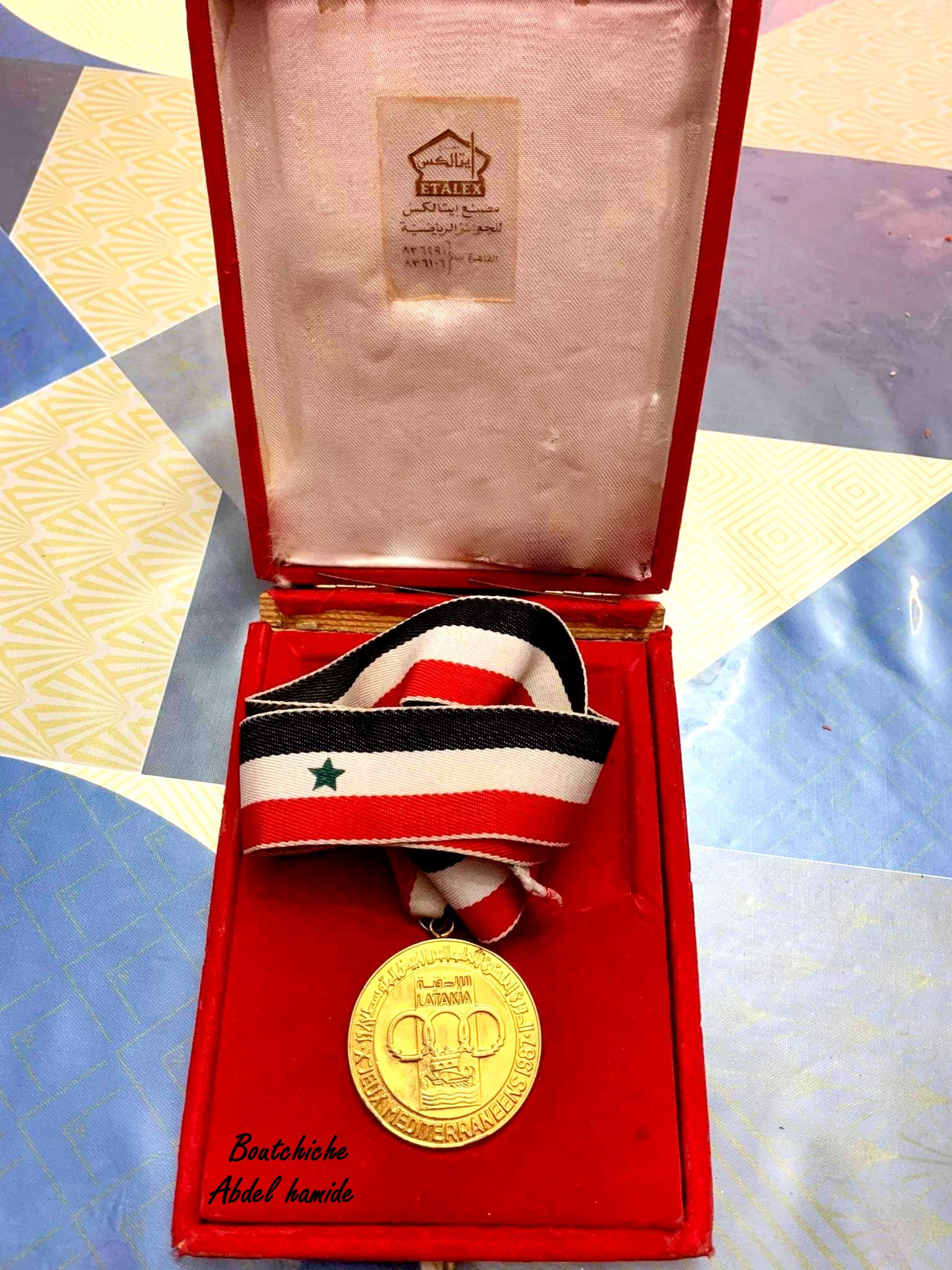
Médaille d'or des Jeux méditerranéens de 1987 décernée à Abdelhamid Boutchiche.

L'effectif de l'Algérie était : 
- Mohamed Machou (GB)
- Kamel Ouchia (GB)
- Makhlouf Aït Hocine
- Omar Azeb
- Kamel Akkeb
- Abdeldjalil Bouanani
- Mahmoud Bouanik
- Salah Bouchekriou
- Abdelhamid Boutchiche
- Brahim Boudrali
- Abdelhak Bouhalissa
- Fethnour Lacheheb
- Hocine Ledra
- Zine Eddine Mohamed Seghir

Entraineur
- Mohamed Aziz Derouaz

#### Équipe de France, médaille d'argent
L'effectif de la France était :
- Philippe Médard (GB, Montpellier SC)
- Jean-Luc Thiébaut (GB, SMEC Metz)
- Nicolas Cochery (Gagny)
- Philippe Debureau (Dunkerque)
- Gilles Derot (Nîmes)
- Philippe Gardent (Gagny)
- Daniel Hager (Ivry)
- Pascal Mahé (Créteil)
- Jean-Marc Poinsot (SMEC Metz)
- Bruno Rios (Bordeaux)
- Thierry Perreux (Gagny)
- Alain Portes (Nîmes)
- Denis Tristant (Ivry)
- Frédéric Volle (Nîmes).

Entraineur
- Daniel Costantini

Remarque : plusieurs de ces joueurs ont participé en février au Championnat du monde B 1987.

#### Équipe d'Espagne espoirs, médaille de bronze
Parmi les joueurs (espoirs), on trouve :
- Aitor Etxaburu (es)
- Aleix Franch
- Luis Eduardo García López
- Mateo Garralda
- Ángel Hermida
- Jordi Núñez
- Iñaki Urdangarín
- Alberto Urdiales (es)

Entraineur
- Juan de Dios Román

## Tournoi féminin

### Résultats
Les 4 pays évoluent sous la forme d'un mini-championnat. Le programme, et les résultats sont, :
- 13 septembre 1987 :  France b.  Syrie 32-08
- 14 septembre 1987 :  Italie b.  Espagne 24-21[21]
- 15 septembre 1987 :  Italie b.  France 15-14
- 16 septembre 1987 :  Espagne b.  Syrie 26-07[22]
- 17 septembre 1987 :  France b.  Espagne 17-15[23]
- 18 septembre 1987 :  Italie b.  Syrie 40-11[24]

### Classement final
Le classement final est, :
|                                         | Équipe  | Pts | J | G | N | P | Bp | Bc | Diff |
| --------------------------------------- | ------- | --- | - | - | - | - | -- | -- | ---- |
| Médaille d'or, Jeux méditerranéens      | Italie  | 6   | 3 | 3 | 0 | 0 | 79 | 46 | 33   |
| Médaille d'argent, Jeux méditerranéens  | France  | 4   | 3 | 2 | 0 | 1 | 63 | 38 | 25   |
| Médaille de bronze, Jeux méditerranéens | Espagne | 2   | 3 | 1 | 0 | 2 | 62 | 48 | 14   |
| 4                                       | Syrie   | 0   | 3 | 0 | 0 | 3 | 26 | 98 | -72  |

### Effectifs des équipes sur le podium

#### Équipe d'Italie, médaille d'or
Parmi les joueuses, on trouve :

#### Équipe de France, médaille d'argent
Parmi les joueuses, on trouve :
- 01 - Anne Loaëc
- 02 - Nathalie Lafond
- 04 - Martine Brunel
- 05 - Sylvie Lagarrigue
- 06 - Murielle Bailet
- 08 - Marie-Pierre Fay
- 09 - Pascale Jacques
- 10 - Catherine Bara
- 11 - Florence Sauval
- 12 - Jocelyne Baillot
- 13 - Marielle Demouge
- 14 - Carole Martin

Sélectionneur :
- François Rongeot

#### Équipe d'Espagne, médaille de bronze
Parmi les joueuses, on trouve,,, :
- 01 - María Eugenia Sánchez (es)
- 02 - Amaia Ugartemendía (es)
- 03 - Paloma Arranz (es)
- 04 - Mercedes Fuertes (es)
- 05 - Rita Hernández (es)
- 06 - Olga Garcia
- 07 - Esperanza Tercero (es)
- 08 - Cristina Gómez Arquer (es)
- 09 - Teresa Anducas
- 10 - Raquel Vizcaíno (es)
- 11 - Vincenta Cano (es)
- 12 - Sagrario Santana (es)
- 13 - Karmele Makazaga (es)
- 14 - Dolores Ruiz de Assín (es)

Sélectionneur :
- Francisco Sánchez